# Ecología queer
El término ecología queer refiere a una serie de prácticas que reimagina la naturaleza, biología, y sexualidad en la luz de teoría queer. La ecología queer quebranta las nociones heterosexistas de naturaleza, tomando una variedad de disciplinas, incluyendo estudios de ciencia, ecofeminismo, justicia medioambiental, y geografía queer. Estas perspectivas rompen con varios "dualismos" que existen dentro del entendimiento humano de naturaleza y cultura.

## Visión general
La ecología queer reconoce que las personas a menudo consideran la naturaleza en nociones duales, como “naturales y antinaturales,” “vivos o no vivos” o “humanos o no humanos,” cuando en realidad, la naturaleza existe en un estado continuo. La idea de lo “natural” surge de perspectivas humanas de la naturaleza, no la “naturaleza” en sí misma.
La ecología queer rehúsa las ideas de excepcionalismo humano y antropocentrismo que propone que los humanos son únicos y más importantes que el resto de naturaleza no-humana. Específicamente, la ecología queer desafía ideas tradicionales con respecto a qué organismos, especies e individuos tienen valor.
La ecología queer también identifica que las ideas heteronormativas saturan el entendimiento humano de la “naturaleza” y la sociedad humana, y pide la inclusión de la homosexualidad en movimientos medioambientales. Rehúsa las asociaciones que existen entre “natural” y “heterosexual,” y llama la atención a cómo la naturaleza y los grupos sociales marginalizados han sido históricamente explotados.
Las personas aplican la ecología queer al dejar ir ideas de qué es “natural,” consiguiendo librarse de generalizaciones de comportamiento humano y animal, reconociendo la diversidad del mundo natural, y facilitando el discurso centrado alrededor de la homosexualidad. A través de la lente de la ecología queer, se considera que todos los seres vivos están conectados e interrelacionados.

## Definición
"El término “ecología queer” refiere a una constelación suelta, interdisciplinaria, de prácticas que buscan, en maneras diferentes, interrumpir el discurso heterosexista prevaleciente y las articulaciones institucionales de sexualidad y naturaleza, y también a reimaginar procesos evolutivos, interacciones ecológicas, y política medioambiental en vista de la teoría queer. Partiendo de tradiciones tan diversas como la biología evolutiva, los movimientos LGBTTIQQ2SA (lesbiana, gay, bisexual, transgénero, transexual, intersex, queer, cuestionando, dos-espíritus, y aliados), y geografía queer e historia, estudios de ciencia feminista, ecofeminismo, y justicia medioambiental, la ecología queer actualmente destaca la complejidad de biopolítica contemporánea, dibuja conexiones importantes entre las dimensiones materiales y culturales de asuntos medioambientales, e insiste en una práctica articulatoria en la cual el sexo y la naturaleza están entendidos en vista de múltiples trayectorias de poder y materia"

## Historia
Los principios teóricos de la ecología queer son generalmente remontados a lo que se consideran los textos fundacionales de teoría queer. Por ejemplo, la académica Catriona Sandilands cita los orígenes de la ecología queer hacia La Historia de Sexualidad (1976), de Michel Foucault. Sandilands sugiere que Foucault "pone el trabajo preparatorio para la erudición de la ecología queer" al examinar la concepción del sexo como "un objeto concreto de conocimiento científico, organizado a través de, por un lado, una 'biología de reproducción' que considera el comportamiento sexual humano en relación a las fisiologías de las plantas y reproducción animal; y en el otro, una 'medicina de sexo' que percibe la sexualidad humana en términos de deseo e identidad." Foucault Explica la "medicina de sexo" como manera de hablar sobre la salud humana, separada de la "medicina del cuerpo". Ideas tempranas de la ecología queer también provienen la poesía de Edward Carpenter, quien abordó temas de sexualidad y naturaleza en su trabajo.
El trabajo de Judith Butler en relación con el género también construyó una base importante para la ecología queer. Específicamente, Butler explora el género como una actuación en su libro, "Problema de Género: Feminismo y la Subversión de Identidad" (1990). La ecología queer propone que cuando la idea de actuación de Butler sea aplicada al reino de ecología,  desmantelará la binaria de 'naturaleza-cultura'. De la perspectiva de ecología queer, las diferencias esenciales no existen entre "naturaleza" y "cultura". En cambio, las personas que han categorizado la "naturaleza" y "cultura" como distintos el uno del otro, ejecutan estas diferencias. Desde una perspectiva científica, la "naturaleza" no puede ser plenamente entendida si los animales o las partículas están considerados como entidades distintas y estancadas; sino que la naturaleza existe como una "red" de interacciones.
En parte, la ecología queer también surgió del trabajo ecofeminista. A pesar de que la ecología queer rehúsa algunas características del esencialismo encontrado en los textos iniciales del ecofeminismo, textos ecofeministas como el libro de Mary Daly "Gyn/Ecology" (1978) sentó la fundación para intersecciones comprensivas entre mujeres y el entorno. La ecología queer desarrolla la comprensión de estas intersecciones que empezaron en el campo de ecofeminismo sobre las maneras en que el sexo y la naturaleza han sido históricamente representados. Como teoría política que insiste en que los problemas ecológicos y sociales están enredados, la ecología queer ha sido comparada al concepto de Murray Bookchin de ecología social dado que ambas son teorías políticas que insisten que los problemas ecológicos y sociales están interrelacionados.
En mayo de 1994, un ensayo de editorial en UnderCurrents: Journal of Critical Environmental Studies (UnderCurrents: Revista de Estudios Medioambientales Críticos) titulado "Queer Nature" (Naturaleza Queer) introdujo la idea de ecología queer. El artículo identificó el poder disruptivo posible cuando uno examina las categorías normativas asociadas con la naturaleza. El artículo afirmó que los hombres heterosexuales blancos tienen poder sobre la política de la naturaleza, y este patrón no puede continuar. El pensamiento y la literatura ecologista queer también son exhibidos en esta publicación en la forma de poesía y presentaciones de arte—deconstruyendo la heteronormatividad dentro de ambas sexualidades, humanas y medioambientales. Más tarde, en el 2015, Undercurrents procedió a lanzar una actualización a su publicación original y un podcast para celebrar 20 años de estudios continuos en la ecología queer.
Recientemente, películas como Avatar, han empezado a popularizar las ideas centrales a la ecología queer.

## Heterosexismo y el entorno
La ecología queer reconoce que las personas a menudo asocian la heterosexualidad con la idea de lo “natural,” en contraste a, por ejemplo, la homosexualidad, la cual las personas asocian con lo “antinatural.” Estas expectativas de la sexualidad y la naturaleza a menudo influyen en los estudios científicos de fauna silvestre no-humana. El mundo natural a menudo desafía las ideas heteronormativas que sostienen los científicos, ayudando a los humanos a redefinir nuestra comprensión cultural de qué es “natural” y también cómo nosotros alteramos los espacios medioambientales. Por ejemplo, en “La Planta Feminista: Relaciones Cambiantes con el Lirio de Agua”, Prudence Gibson y Monica Gagliano explican cómo el lirio de agua desafía las nociones heterosexistas. Argumentan que porque el lirio de agua es mucho más que su reputación como una planta "pura" o "femenina",  necesitamos revaluar nuestro entendimiento de las plantas y reconocer la conexión entre la biología vegetal y los modelos para una práctica cultural a través de un lente feminista.

## Perspectivas científicas restantes
En las disciplinas de ciencias naturales como la biología evolutiva y la ecología, la ecología queer permite a los académicos reimaginar culturas binarias que existen entre “natural y antinatural” y “viviente y no-viviente.”
Timothy Morton propone que la biología y ecología deconstruyen las ideas de autenticidad. Específicamente,  propone que la vida existe como una “malla de interrelaciones” que difumina las fronteras científicas tradicionales, como especies, vivas y no vivas, humanas y no humanas, e incluso entre un organismo y su entorno. La ecología queer, según Morton, enfatiza una perspectiva de vida que trasciende dualismo y fronteras distintivas, en cambio reconociendo que las relaciones únicas existen entre formas de vida en diferentes niveles. La ecología queer nuances perspectivas evolutivas tradicionales sobre la sexualidad, viendo la heterosexualidad como poco práctica en varios niveles y como un desarrollo evolutivo "tardío".
Otros académicos desafían el contraste que existe entre las clasificaciones de “humano” y "no humano", proponiendo que la idea de “fluidez” de la teoría queer también tendría que extenderse a la relación entre los humanos y el entorno.
La teoría de Darwin de la selección sexual ha recibido críticas al ser contrastada con nueva información. La idea de Darwin de que los machos compiten por las hembras en especies de pájaros ha sido refutada por datos que muestran un raro exceso de machos que inician agresiones y peleas en una competencia por atraer a las hembras. Los grupos religiosos homofóbicos justifican su sesgo anti-LGBTQ+ usando las teorías de Darwin que sostienen que la homosexualidad conllevará a la extinción humana. Roughgarden argumenta que la teoría de Darwin de la selección sexual es falsa, y sostiene que “la diversidad revela la estabilidad evolutiva e importancia biológica de las expresiones de género y sexualidad que va mucho más allá de la binaria tradicional macho/hembra.”
La ecología queer también es pertinente cuando se considera la geografía humana. Por ejemplo, Catriona Sandilands considera que las comunidades separatistas lesbianas en Oregón son una manifestación concreta de la ecología queer. Las comunidades marginalizadas, según Sandilands, crean nuevas culturas de naturaleza en contra de las relaciones ecológicas dominantes. Los asuntos medioambientales son estrechamente enlazados a relaciones sociales que incluye sexualidad, y así que una alianza fuerte existe entre política queer y política medioambiental. “La "geografía queer” atrae atención a la organización espacial de la sexualidad, que implica problemas de acceso a espacios naturales y la sexualización de esos espacios. Esto implica que las relaciones ecológicas especiales surgen de estas experiencias basadas en la sexualidad. Además, la ecología queer deshace la asociación de naturaleza con sexualidad. Matthew Gandy propone que los parques urbanos, por ejemplo, son heteronormativos porque  reflejan jerarquías de propiedad y posesión. “Queer,” en el caso de naturaleza urbana, refiere a la marginación y diferencia espaciales, más allá sexualidad.
La ecología queer también es importante dentro de las casas individuales. Como un espacio influenciado por sociedad, la casa es a menudo una ecología que perpetúa la heteronormatividad. McKeithen examina la ecología queer en la casa al considerar las implicaciones de la etiqueta "señora loca de los gatos”Esto es porque la “señora loca de los gatos” a menudo desafía las expectativas heterosexistas para la casa, cuando ella, en vez de tener a una pareja romántica que sea un hombre, humano, trata a los animales como compañeros legítimos. Este rechazo de las normas heteropatriarcales y la aceptación de intimidad multiespecies convierte la casa en una ecología queer.
La ecología queer también se relaciona con la economía feminista, que están centradas en criar a los hijos y reproducirse.  Las feministas anticapitalistas utilizan la ecología queer para desenredar el binario de género, incluyendo los lazos entre el potencial reproductivo del cuerpo de la mujer y la responsabilidad de reproducción social y cría de los hijos.

## Artes y literatura
Algunos han empezado a aplicar la idea de ecología queer a su trabajo en las artes visuales, el teatro, y la literatura.
El teatro es un marco importante para explorar ideas de ecología queer porque el teatro proporciona un entorno para considerar un mundo independiente de los binarios construidos y la heteronormatividad en el mundo exterior. Así, el teatro puede construir “ecologías queer” temporales en el escenario. El teatro puede retratar una sociedad hipotética de coexistencia radical cuando difuminan las líneas al desafiar la binaria social y las jerarquías "naturales"; y desafiar la noción de que la tierra es una entidad no-viviente.
Recientemente, los artistas visuales también han aludido a las ideas centrales de la ecología queer. Por ejemplo, el proyecto multimedia "Lesbian National Parks and Services" (1997) (Parques y servicios lésbicos), desarrollados por el dúo artístico canadiense de Shawna Dempsey y Lorri Millan, alteran la idea de parques nacionales y “desafían las ideas del público general sobre el turismo, la recreación, y el entorno ‘natural'." Además, el colectivo de artistas El Instituto de Ecología Queer busca "nutrir un nuevo paradigma medioambiental basado en los conceptos de interconectividad e inspearabilidad.” Han participado en espectáculos grupales, organizado exposiciones, y editado “The Queer Issue” del zine ECOCORE.